# Марин, Юрий Борисович
Юрий Борисович Марин (род. 2 августа 1939, Ленинград) — учёный-геолог, минералог, геохимик, лауреат премии имени А. Е. Ферсмана (2016).

## Биография
Родился 2 августа 1939 года в городе Ленинграде.
В 1956 году с золотой медалью окончил среднюю школу.
В 1956—1961 годах учился на геологоразведочном факультете Ленинградского горного института, который окончил с отличием.
В 1961—1965 годах по распределению работал в экспедиции № 112 6-го Главного управления Министерства геологии СССР (посёлок Актас, Карагандинская область), занимался поисково-оценочными и тематическими работами на пьезооптическое сырьё на пегматитовых полях Северного и Центрального Казахстана.
В декабре 1964 года поступил в очную аспирантуру на кафедре петрографии Ленинградского горного института.
В 1968 году защитил кандидатскую диссертацию, и был оставлен на кафедре петрографии ЛГИ ассистентом. В 1973 году был избран доцентом этой кафедры.
В 1978 году защитил докторскую диссертацию. В 1979 году ему было присвоено учёное звание профессора.
В 1988—2014 годах — заведующий кафедры кристаллографии, минералогии и петрографии, с 2014 года — профессор этой кафедры.
В 2008 году был избран членом-корреспондентом РАН.

## Награды
- 1989 — Звание «Почётный разведчик недр»
- 1999 — Заслуженный работник высшей школы Российской Федерации
- 2003 — Заслуженный деятель науки Российской Федерации
- 2016 — Премия имени А. Е. Ферсмана, за серию работ «Акцессорные минералы-индикаторы петро- и рудогенеза».

## Членство в организациях
- Российское минералогическое общество, президент с 2015 года.
- 2005 — Почётный член РАЕН